# Ringsegård
Ringsegård är en ort i Falkenbergs kommun i Hallands län. Orten avgränsades före 2015 som en separat tätort. Från 2015 räknas den som en del av tätorten Skrea.

## Befolkningsutveckling
| Befolkningsutvecklingen i Ringsegård 1990–2010                 | Befolkningsutvecklingen i Ringsegård 1990–2010 | Befolkningsutvecklingen i Ringsegård 1990–2010 | Befolkningsutvecklingen i Ringsegård 1990–2010 | Befolkningsutvecklingen i Ringsegård 1990–2010 |
| -------------------------------------------------------------- | ---------------------------------------------- | ---------------------------------------------- | ---------------------------------------------- | ---------------------------------------------- |
|                                                                |                                                |                                                |                                                |                                                |
| År                                                             |                                                |                                                | Folkmängd                                      | Areal (ha)                                     |
| 1990                                                           | 1990                                           |                                                | 267                                            | 30#                                            |
| 1995                                                           | 1995                                           |                                                | 323                                            | 38                                             |
| 2000                                                           | 2000                                           |                                                | 344                                            | 42                                             |
| 2005                                                           | 2005                                           |                                                | 383                                            | 42                                             |
| 2010                                                           | 2010                                           |                                                | 446                                            | 50                                             |
| Anm.: Ny tätort 1995. Sammanvuxen med Skrea 2015 # Som småort. |                                                |                                                |                                                |                                                |